# Estación de Zumalakarregi
Zumalakarregi fue una estación ferroviaria subterránea, con servicios de cercanías de Euskotren Trena, que estaba situada en las inmediaciones del Ayuntamiento de Bilbao, en el barrio de Uríbarri de la capital vizcaína. Tomaba su nombre de la homónima Avenida de Zumalakarregi —nombrada por el militar Tomás de Zumalacárregui—, cuyo recorrido se inicia a la altura donde se encuentra la estación, en una vaguada que la avenida asciende mediante varias curvas hasta la Plaza del Músico Guridi. en dirección a Begoña. 
La estación correspondía a la antigua Línea 4 de Euskotren Trena, también conocida como línea del Txorierri. Abierta en 1996, fue definitivamente clausurada el 15 de mayo de 2010, debido a las obras de construcción de la línea L3 del metro de Bilbao. En el año 2017, con la apertura de la nueva línea metropolitana, se sustituyó por la adyacente estación de Uribarri. Dicha estación nueva, igualmente subterránea, forma parte de la línea de cercanías E3 de Euskotren Trena, sucesora de la antigua Línea 4, con lo que aún hoy permanecen unidas por ferrocarril esta zona de Bilbao y la comarca del Valle de Asúa, además de otras zonas del este de Vizcaya y Guipúzcoa, gracias a una mayor oferta actual de líneas. 

## Origen de la estación
La estación fue construida para mantener la utilidad del trazado sobrante del Ferrocarril de Bilbao a Plencia que no se integró como línea de metro (entre San Ignacio y el Casco Viejo), el cual entre 1995 y 1996 había sido empalmado con la línea férrea al Valle de Asúa (de Bilbao a Lezama), en calidad de extensión de la misma, bajo pretensión también de reforzar su rendimiento. 
A modo aclarativo, cabe mencionar que por la vaguada en la que se encuentra esta estación, pasaba, además de la traza férrea de Bilbao a Plencia en la que fue implementada (de vía doble, a nivel subterráneo), la del ferrocarril de Bilbao a Lezama (de vía única y a una cota superior), con la cual había quedado unida a la altura del Casco Viejo mediante la mencionada operación. Como consecuencia de lo anterior, los trenes de la antigua Línea 4 con origen en las extintas estaciones de cabecera occidentales de San Inazio (1996-2000) o de Deustu (2000-2010), que primero efectuaban parada en Zumalakarregi, volvían a la misma zona tras pasar por la estación de Zazpi Kaleak-Casco Viejo, siendo dichos trenes visibles desde el exterior de la estación, circulando a nivel superior. Lo mismo sucedía con las circulaciones en sentido inverso, con lo que los trenes llegaban a la vaguada de la Avenida de Zumalacárregui minutos antes de poder efectuar parada en la estación allí ubicada, a cota inferior, siendo necesario el paso por el Casco Viejo (más al este) en su trayecto hacia el barrio de Deusto. 

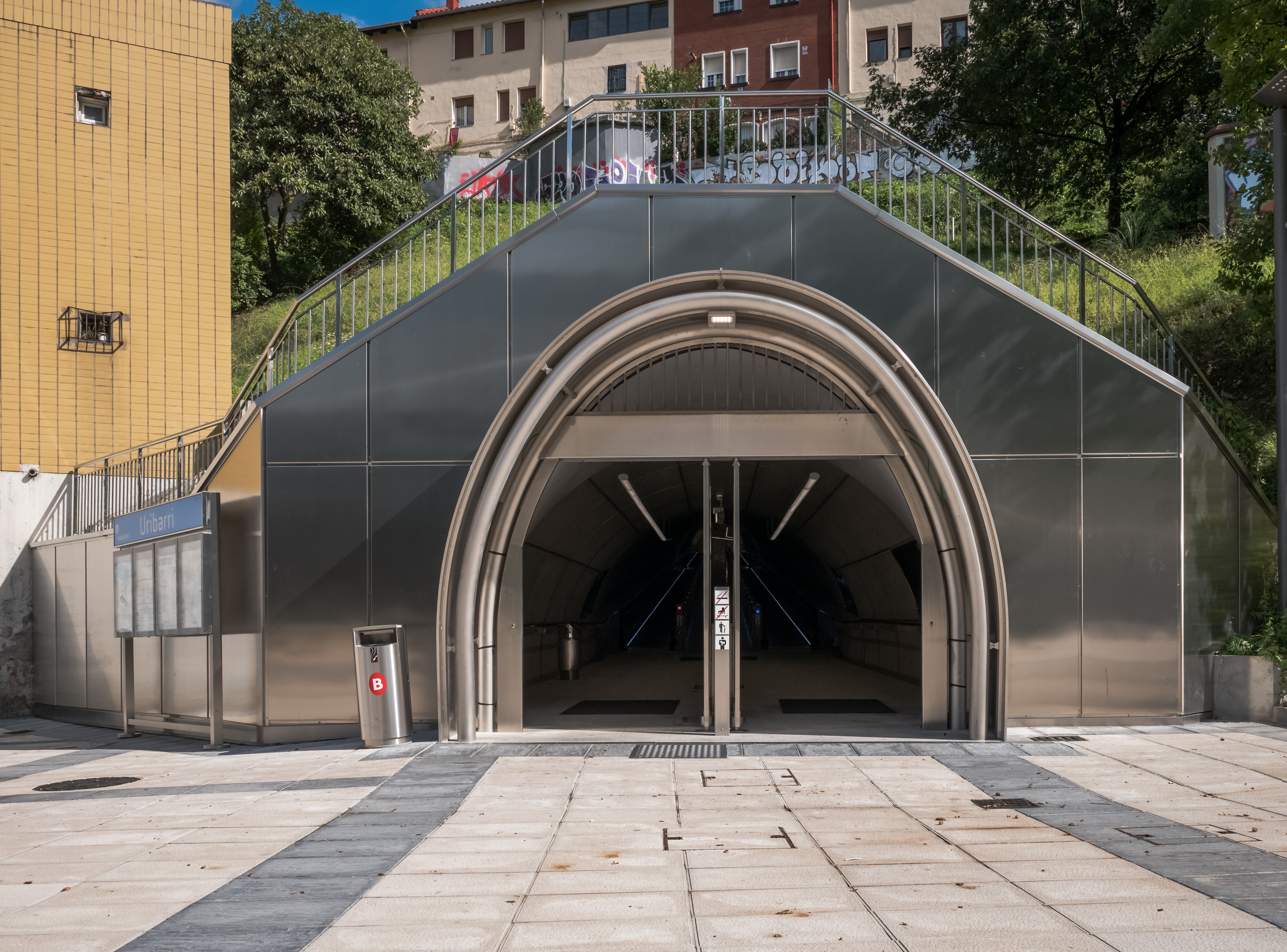
Acceso a la nueva estación subterránea de Uribarri de Euskotren Trena (líneas E1/E3/L3/E4), ubicado al lado del portal de acceso a la antigua estación de Zumalakarregi, hoy mantenido para dar servicio al ascensor.
Este cañón de acceso fue implementado en ese preciso lugar aprovechando la boca de un túnel ferroviario en ruinas, correspondiente al ramal de Matico a Azbarren. Dicha línea, propiedad del Ferrocarril de Santander a Bilbao, enlazaba la estación original de Matiko con la extinta estación de Azbarren, en Basauri.

Esa misma situación podía verse, asimismo, en la estación anterior (sentido Lezama) o posterior (sentido Deusto) a Zumalakarregi: Matiko, original de la línea Bilbao–Plencia (hoy reformada y parte de la línea E3/L3), puesto que la traza de la línea de Plencia continúa también a esa altura paralela a la de Lezama, a la que correspondía la estación de Loruri-Ciudad Jardín, situada a escasos metros de la de Matiko. Al ofrecer Matiko mejores instalaciones y conexiones, Loruri-Ciudad Jardín quedó inhabilitada entre 1996 y 2010 a fin de evitar realizar dos paradas en la misma zona. La estación fue después reabierta temporalmente hasta 2015, para así mantener el servicio en la zona tras el cierre del tramo restante de la línea Bilbao–Plencia, a consecuencia de las obras del nuevo trazado a utilizar en un futuro por el metro. Dicha nueva infraestructura, por su parte, fue a su vez ideada para permitir el acceso directo al centro de Bilbao a los convoyes de Euskotren Trena provenientes de Bermeo (E4) y San Sebastián.(E1), que tradicionalmente habían tenido su cabecera en la veterana y algo apartada estación de Achuri. Gracias a la nueva variante, el trayecto "Ola (Sondica)–Matico–Uríbarri–Casco Viejo" (de oeste a este) se realiza hoy de manera lineal, conforme a la posición geográfica de cada lugar, quedando definitivamente suprimido el recorrido redundante, innecesario (al no preverse su paso por Deusto) e ineficiente que durante casi dos décadas (1996-2015) realizaron los trenes de la línea del Txorierri: "Ola–Casco Viejo–Uríbarri–Matico", en el mismo sentido descrito antes. 
| Procedencia/Destino | <      | Línea     | >                        | Procedencia/Destino |
| ------------------- | ------ | --------- | ------------------------ | ------------------- |
| Deustu              | Matiko | (Extinta) | Zazpi Kaleak-Casco Viejo | Lezama              |

## Tras el cierre
A día de hoy, el recinto subterráneo que acogía los andenes de Zumalakarregi sigue existiendo, pero se encuentra clausurado, fuera de uso y en la práctica desmantelado, sin vías ni circulación alguna.            
Por otro lado, las competencias sobre el notable ascensor construido por Euskotren para facilitar el acceso a la estación de los vecinos de Uríbarri y Zurbarán, gestionado por la compañía ferroviaria entre 1996 y 2018, fueron transferidas por el Gobierno Vasco al Ayuntamiento de Bilbao. La corporación local lo mantiene como lanzadera gratuita entre dichos barrios y la zona del ayuntamiento, para salvar el desnivel de la vaguada, como alternativa a las dos escaleras aledañas y a la acera de la propia Avenida de Zumalakarregi. A diferencia de hoy, en su día su uso era gratuito solo para aquellos que utilizasen el tren antes o después del ascensor. La gestión del elevador corresponde hoy a la compañía del Funicular de Archanda (Artxandako Funikularra), al igual que sucede con otros ascensores públicos de la villa.            
El visible portal de acceso a la antigua estación subterránea, donde se encontraban la taquilla, las máquinas de venta de billetes y las canceladoras (ya retiradas), también se mantiene, pero solo como soportal de acceso al ascensor. Por consiguiente, ya no luce ni el logotipo ni el color corporativo (azul) de Euskotren, pues ha sido sustituido por la identidad corporativa (en rojo) de la compañía explotadora municipal. A escasos metros del soportal se encuentra el acceso de Zumalakarregi de la estación de Uribarri, heredera directa de la presente, con servicios de metro y cercanías de Euskotren.            
Cabe señalar que la zona superior del elevador también ha sufrido cambios importantes en su ordenación urbana en la última década. La conocida como Campa de las Piedritas, ubicada en la zona superior de la vaguada, fue extendida artificialmente hasta el punto en que se encuentra el ascensor. En el espacio a rellenar entre la rampa natural de la vaguada y la nueva superficie, se construyó un aparcamiento municipal subterráneo para automóviles, operación en la cual fue soterrada, y quedó oculta, la vía de la línea Bilbao–Lezama. Desde la apertura al tráfico de dicha variante en 1908, su única vía había transcurrido siempre al aire libre, siendo visible desde las inmediaciones a su paso bajo el arco del ascensor. Dicho arco, que consistía fundamentalmente en una pasarela para peatones que unía el alto de la vaguada (la campa) con la columna recorrida por el elevador, desapareció en la misma operación, al ser innecesaria. En superficie se erigieron unas instalaciones deportivas (canchas). Sobre el párking subterráneo, paralela a la vía soterrada de Lezama (ya desmantelada tras las obras del metro), transcurre hoy la nueva calle de las Piedritas.